# Madżong
 Artykuł zawiera tekst broszury autorstwa Rafała T. Prinke pt. Madżong – gra chińskich filozofów (za zgodą autora).

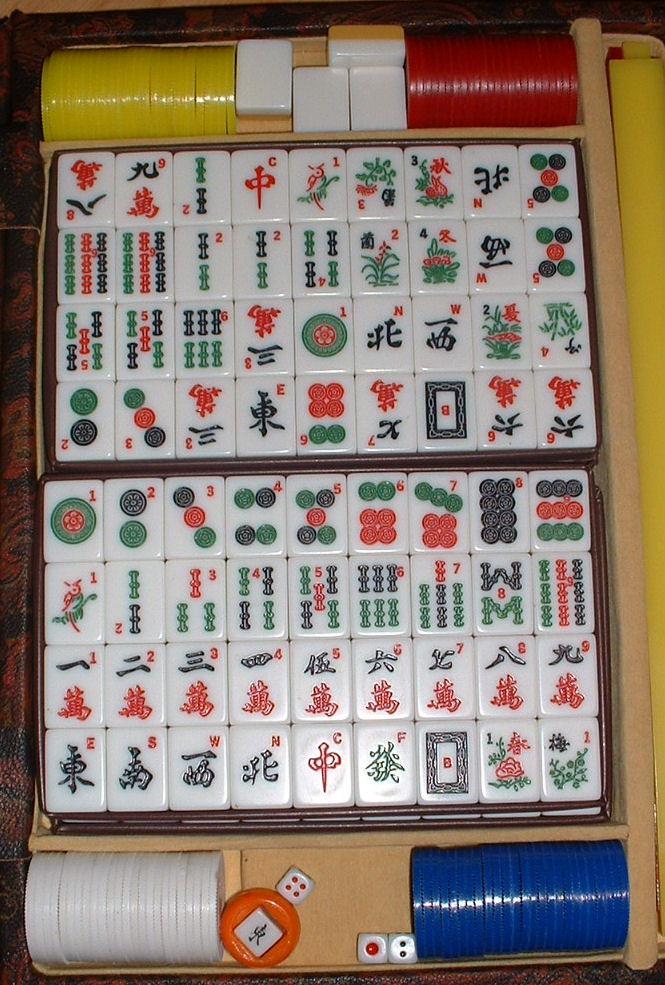
Zestaw do gry w madżonga

Madżong (inne spotykane pisownie: mahjong, mah jong, mahjongg; chin. trad. 麻將, chin. upr. 麻将, pinyin: májiàng; kant. 麻雀, jyutping: maa4 zoek3; jap. 麻雀, Hepburn: mājan) – pochodząca z Chin gra dla czterech graczy. W grze wykorzystuje się specjalny komplet 144 kamieni podobnych nieco do stosowanych przy grze w domino, ale podzielonych na grupy w sposób podobny do kolorów w kartach i tworzące kilka innych grup – Wiatry, Smoki oraz Kwiaty i Pory Roku. Gra początkowo była zaplanowana jako hazardowa, gra się też towarzysko. Istnieją różne wersje zasad z mniejszym albo większym znaczeniem elementu losowego.
W wielu krajach odbywają się turnieje madżonga, w związku z czym powstało bardzo wiele różnych zestawów zasad: kilka typów chińskich, japońskie, brytyjskie, europejskie, amerykańskie i inne. W tym artykule skupiono się na zasadach brytyjskich, ponieważ są one najściślejsze i nie wprowadzają nowych zasad, a jedynie stosują te używane w Chinach przed 1920, kiedy to gracze amerykańscy zaczęli wymyślać rozmaite nowe układy specjalne kamieni.
Kamieni używa się także do wróżenia – są dwie metody: Mała i Wielka, z których ta druga jest bardzo skomplikowana.

## Reguły gry

### Kamienie
Tradycyjnie zestaw stu czterdziestu czterech kamieni do madżonga jest wykonany z kości słoniowej lub bawolej i drewna bambusowego, lecz dzisiaj spotyka się najczęściej komplety z tworzyw sztucznych — są one łatwiejsze i tańsze w wyrobie, a także bardziej odporne na uszkodzenia. Z jednej strony każdego kamienia znajdują się odpowiednie oznaczenia w różnych kolorach, w zależności od rodzaju kamienia. Wymiary kamieni mogą być bardzo różne, najczęściej jednak wynoszą 30×20×10 mm.

#### Kolory
Zasadnicza część kompletu dzieli się na trzy kolory (jak już napisano wyżej, nie chodzi o barwę, lecz kolory w sensie tych karcianych): bambusy, monety oraz znaki, wyrażające wartości od 1 do 9. Każdy kamień występuje w grze w czterech kopiach, zatem każdy kolor składa się z 36 kamieni (9×4).
Bambusy i monety przedstawiają odpowiednią, zależnie od numeru, liczbę patyczków bambusowych i krążków, przy czym 1 Bambus oznaczony jest zazwyczaj obrazkiem wróbla lub ryżowca, rzadziej młodego pędu bambusa. Kamienie wchodzące w skład znaków oznaczane są zaś chińskimi liczebnikami od 10 000 do 90 000 (1 znak – 10 000, 2 znaki – 20 000 itd.).

#### Wiatry
Kolejne kamienie symbolizują cztery wiatry. Każdy z nich jest oznaczony chińskim znakiem i literą łacińską (zgodnie z nazewnictwem ang.):
- E, 🀀, 東 – wschodni (dōng);
- S, 🀁, 南 – południowy (nán);
- W, 🀂, 西 – zachodni (xī);
- N, 🀃, 北 – północny (běi).

Razem kamieni w tej grupie jest 16 (4×4).

#### Smoki
Kamienie oznaczające trzy smoki – Czerwonego (🀄, Zhōng, 中), Zielonego (🀅, Fā, 發) i Białego (🀆, Bái, 白) – są łatwe do rozpoznania po kolorze chińskiego znaku. Biały Smok jest albo pusty (bez żadnego oznaczenia), albo na jego kamieniu widnieje niebieski kontur. Ponownie — każdy smok ma cztery kamienie.

#### Kwiaty i Pory Roku
Cztery kamienie oznaczone liczbami w kolorze zielonym (Kwiaty) i cztery z liczbami czerwonymi (Pory Roku) nie biorą właściwie czynnego udziału w grze, mogą jednak dać posiadaczowi cenne punkty dodatkowe.
Na kamieniach przedstawiających kwiaty widnieją stylizowane obrazki: 🀢 śliwy, 🀣 orchidei, 🀥 chryzantemy i 🀤 bambusa, obrazki Pór Roku (🀦 wiosna, 🀧 lato, 🀨 jesień, i 🀩 zima) są natomiast bardzo różne – w zależności od zestawu.
Kiedy gracz dostanie w grze jeden z tych ośmiu kamieni, natychmiast wykłada go na stole przed sobą obrazkiem do góry i bierze kamień zastępczy z części muru zwanej Przedziałem Kongów albo Martwym Murem.
Kamienie oznaczone numerem 1 odpowiadają Wiatrowi Wschodniemu, 2 – Południowemu, 3 – Zachodniemu, 4 – Północnemu. Zdobycie własnego Kwiatu lub Pory Roku daje podwojenie liczby punktów gracza z danego rozdania.

### Kości
Do rozpoczęcia gry potrzebne są dwie kości (sześcienne). Tradycyjne kości chińskie mają 1 i 4 czerwone, a pozostałe liczby czarne, lecz można użyć równie dobrze jakichkolwiek sześciennych kości do gry.

### Żetony
Ponieważ madżong jest również grą hazardową, czasem w grze stosuje się tradycyjne chińskie żetony – pałeczki z wartością oznaczoną kropkami. Zwykle na początku gry każdy z graczy otrzymuje żetony o łącznej wartości 2000 punktów. Bardziej praktyczne, choć mniej egzotyczne, wydaje się jednak prowadzenie normalnego zapisu punktów.

### Podstawki do kamieni
Każdy z graczy ustawia swoje kamienie na podłużnych podstawkach, tak by pozostali ich nie widzieli. W niektórych zestawach jedna z podstawek jest czarna – przysługuje ona Wiatrowi Wschodniemu i przekazywana jest od gracza do gracza wraz ze zmianami Wiatrów, a następnie do każdego Wiatru Wiodącego. Można też kamienie ustawić na stole, jak przy grze w domino.

### Rozpoczęcie gry

#### Wybór Wiatru Wschodniego
Przed przystąpieniem do gry pierwszą czynnością jest wyjęcie po jednym kamieniu z każdego z czterech Wiatrów i położenie ich koszulkami do góry na stole. Po przemieszaniu każdy z czterech graczy podnosi jeden kamień. Gracz, który wyciągnął Wiatr Wschodni wybiera sobie miejsce. Wiatr Zachodni siada naprzeciw niego. Wiatr Południowy – po prawej stronie Wschodniego, a Północny – po lewej. Należy na to zwrócić uwagę, nie jest to bowiem normalne ustawienie stron świata.
Podczas pierwszej partii Wiatr Wschodni jest graczem uprzywilejowanym. To właśnie on rozpoczyna grę, ponadto uzyskuje podwójną liczbę punktów (z drugiej jednak strony musi też płacić podwójnie pozostałym graczom).
Po rozegraniu każdego rozdania dotychczasowy Wiatr Południowy (gracz po prawej stronie) staje się Wiatrem Wschodnim w kolejnym rozdaniu. Zasady tej nie stosuje się w przypadku gdy Madżonga zrobił Wiatr Wschodni lub jeżeli najbliższe rozdanie jest Gulaszem (bo nikt nie skompletował Madżonga) – wtedy Wiatry pozostają bez zmian. A zatem jeśli któryś z pozostałych wiatrów (S, W, N) zrobi Madżonga, Wiatr Południowy staje się Wschodnim, Zachodni – Południowym, Północny – Zachodnim, a Wschodni – Północnym.
Kiedy Wiatrem Wschodnim był już każdy z graczy, rozpoczyna się następną partię, w której Wiatrem Wiodącym jest Wiatr Południowy itd. Pełna rozgrywka madżonga składa się z czterech takich partii i trwa zwykle ok. pięciu godzin. Gra może zostać przerwana po każdej pełnej partii, gdy każdy gracz był już w uprzywilejowanej pozycji Wiatru Wschodniego (lub innego Wiodącego), a co za tym idzie – szanse wszystkich zostały wyrównane.

#### Mycie Kamieni
Po wylosowaniu Wiatru Wschodniego i pozostałych, wszystkie kamienie wykłada się na stole koszulkami do góry i dwóch graczy – Wiatr Południowy i Północny – „myją” je, czyli mieszają (tasują). Czynność ta nazywana jest również Ćwierkaniem Wróbli od charakterystycznego dźwięku stukających o siebie kamieni. Kiedy Wiatr Wschodni uzna, że kamienie są już wystarczająco „umyte”, mówi „Pou!”. Wtedy każdy gracz bierze 36 przypadkowych kamieni do zbudowania swojej części Muru.

#### Budowanie Muru
Każdy z graczy buduje przed sobą jedną ścianę Muru, długą na osiemnaście kamieni, a wysoką na dwa. Następnie łączy się wszystkie cztery ściany tak, by dotykały wewnętrznej strony ściany po lewej oraz końca ściany po prawej, tworząc kwadrat symbolizujący Wielki Mur Chiński. Zgodnie z tradycją należy zwrócić uwagę, by narożniki były dokładnie zetknięte, ponieważ w przeciwnym razie Złe Duchy mogłyby się dostać do wnętrza.

#### Przerwanie Muru
Po ustawieniu Muru Wiatr Wschodni rzuca dwiema kośćmi do gry w celu ustalenia, kto ma przerwać Mur. Sumę wyrzuconych oczek odlicza się w kierunku przeciwnym do ruchu wskazówek zegara (w prawo), zaczynając od siebie jako „jeden”. Gracz, na którego wypadnie, ponownie rzuca dwiema kośćmi i sumuje uzyskany wynik z liczbą oczek wyrzuconych przez Wiatr Wschodni. Taką liczbę kamieni odlicza na Murze zaczynając od prawego końca swojej ściany w lewo (wyjątkowo – poza tym przypadkiem w mahjongu zawsze obowiązuje kierunek przeciwny do ruchu wskazówek zegara!). Liczy się jedynie górne kamienie. W miejscu, w którym zostanie zakończone liczenie (może to nastąpić też na ścianie innego gracza) dokonuje się przerwania Muru: wyjmuje dwa kamienie i stawia górny kamień na poprzedniej parze, zaś dolny na trzeciej (lub drugiej, zgodnie z innymi zasadami, właściwie nie ma to znaczenia).
Przykładowo, jeśli Wiatr Wschodni wyrzucił 2 i 4, Wiatr Południowy będzie przerywać Mur. Jeżeli wyrzucił 3 i 6, to razem z rzutem Wiatru Wschodniego daje 15. Zatem Wiatr Południowy odlicza od prawej strony swojej ściany 15 par kamieni, wyjmuje piętnastą i stawia górny kamień na parze szesnastej, a dolny na osiemnastej. Te dwa kamienie nazywane są Luźnymi Kamieniami.

#### Rozdanie Kamieni
Zaczynając od przerwy w Murze, Wiatr Wschodni bierze dla siebie cztery kamienie (dwie pary), następnie daje po cztery kolejno Wiatrowi Południowemu, Zachodniemu i Północnemu. Czynność tę powtarza trzykrotnie, aż każdy gracz ma po 12 kamieni. Wtedy Wiatr Wschodni bierze sobie pierwszy i trzeci kamień z górnego rzędu, daje pierwszy kamień z dolnego rzędu Wiatrowi Południowemu i następne dwa kolejno Zachodniemu i Północnemu. Wiatr Wschodni może również poczekać z wzięciem ostatniego kamienia, aż rozda pozostałym ich kamienie – ta opcja proponowana jest szczególnie dla graczy początkujących, ponieważ pozwala uniknąć zamieszania.
Po rozdaniu kamieni każdy gracz ma ich trzynaście, a Wiatr Wschodni – czternaście. Jeżeli któryś z graczy otrzymał jakieś Kwiaty lub Pory Roku, natychmiast wykłada je przed sobą na stole i bierze w zamian tyle samo Luźnych Kamieni. Pierwszy wymienia Wiatr Wschodni, następnie pozostali gracze w kolejności przeciwnej do wskazówek zegara.

#### Przedział Kongów (Martwy Mur)
Po rozdaniu, z drugiego końca Muru odsuwa się nieco siedem par wraz z Luźnymi Kamieniami (razem 14 kamieni). Służą one dobieraniu dodatkowych kamieni za Kongi, Kwiaty i Pory Roku, natomiast nie biorą one udziału w grze. Jeżeli nikt nie zrobi Madżonga, rozgrywanie rozdania kończy się na ostatnim kamieniu przed Martwym Murem.
Kiedy oba Luźne kamienie zostaną zabrane, stawia się kolejne dwa kamienie Martwego Muru na wierzchu w taki sam sposób. Praktyczne jest wsunięcie kości między zwykły Mur i Przedział Kongów, aby było dokładnie wiadomo, gdzie Mur się kończy.

### Rozgrywka

#### Cel gry
Podstawowym celem gry jest zebranie czterech zestawów po trzy lub cztery takie same kamienie i jednej pary. Kiedy jeden z graczy uzyska taki układ, mówi „Madżong” lub „Do uzupełnienia ręki” i następuje podliczenie punktów wszystkich graczy w danym rozdaniu. Wspomniane zestawy to:
- Pung czyli trzy identyczne kamienie. Jeżeli pod koniec rozdania są one wyłożone na stole przed graczem, jest to Pung Odkryty, natomiast jeżeli gracz trzyma je w ręku (tzn. na stole lub podstawce), jest to Pung Zakryty, za którego przysługuje podwójna liczba punktów.
- Kong czyli cztery identyczne kamienie. Podobnie jak Pung może być Odkryty lub Zakryty, jednak nawet Zakryty Kong (uzyskany w całości z Muru) musi być wyłożony przed graczem zaraz po jego zebraniu, aby można było dobrać dodatkowy kamień z Martwego Muru.
- Czou czyli sekwens trzech kamieni tego samego koloru, np. 4, 5, 6 Kółek albo 2, 3, 4 Charaktery. Czou również może być Odkryty lub Zakryty, ale ponieważ zestaw taki nie przynosi żadnych punktów, a tylko pozwala na zrobienie Madżonga, różnica ta nie ma znaczenia. Rzecz jasna nie może być Czou Smoków ani Wiatrów. Układ końcowy (Madżong) może zawierać tylko jednego Czou.

### Gra

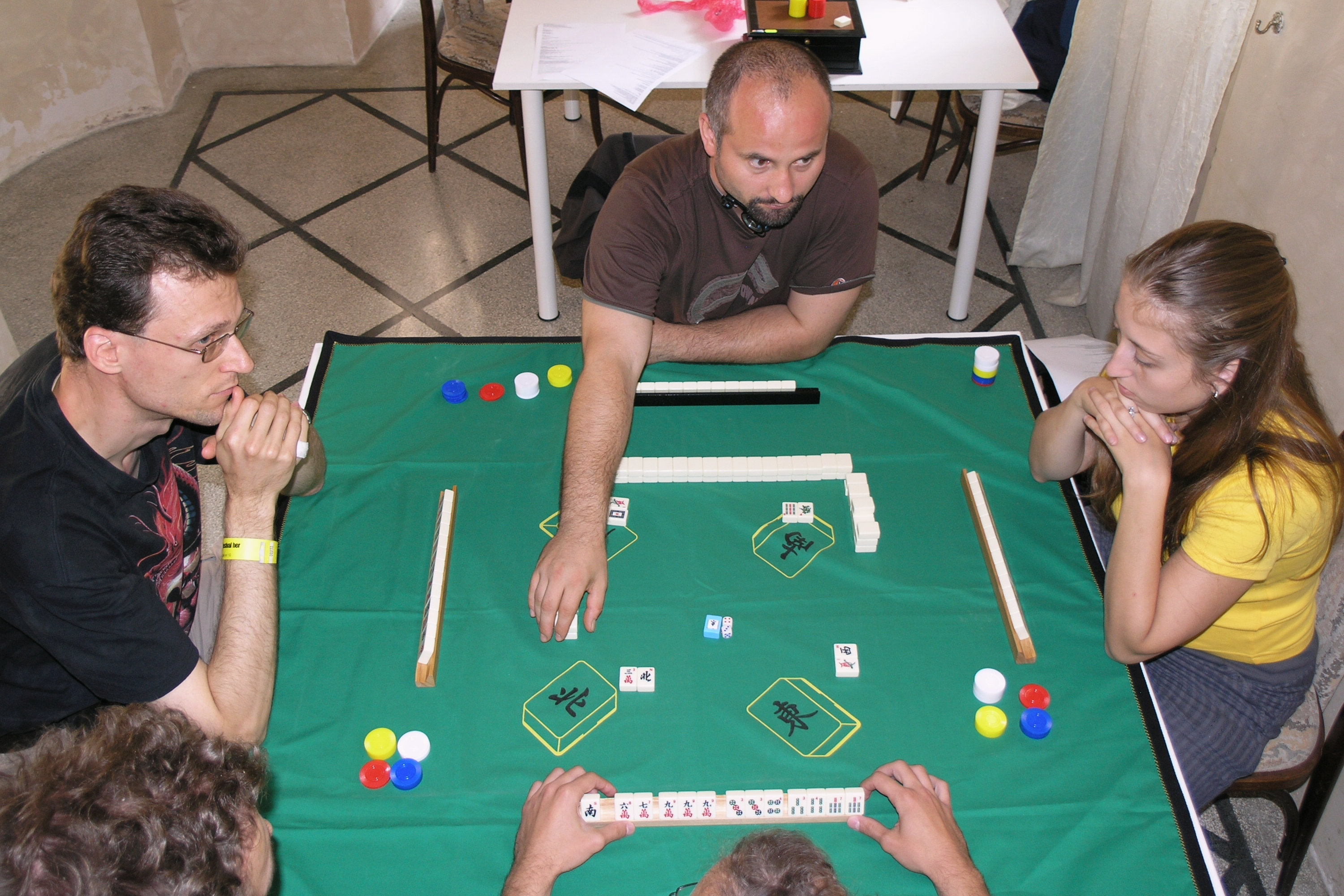
Madżong

Na początku gry trzech graczy ma po trzynaście kamieni, natomiast Wiatr Wschodni ma czternaście. Gra rozpoczyna się od zrzutki Wiatru Wschodniego. Kładzie on jeden ze swych kamieni obrazkiem do góry wewnątrz reszty Muru, podając jednocześnie jego nazwę, np. „Trzy Charaktery” lub „Biały Smok”.
Jeżeli któryś z graczy posiada dwa lub trzy takie same kamienie, to może, jeśli zechce, powiedzieć „Pung” lub „Kong” i zabrać zrzutkę, wykładając cały zestaw przed sobą na stole. Następnie on zrzuca jeden ze swych kamieni, podając jego nazwę, itd.
Gra toczy się w kierunku przeciwnym do ruchu wskazówek zegara. Gracz lub gracze znajdujący się między zrzucającym a biorącym zrzutkę tracą swoją kolejkę. Jeżeli żaden z graczy nie bierze zrzutki do Punga lub Konga, gracz kolejny (po prawej stronie zrzucającego), i tylko on, może zabrać zrzutkę do utworzenia Czou, wykładając go przed sobą na stole.
Jeżeli zrzutka nie zostanie zabrana, kolejny gracz bierze kamień z otwartego końca Muru (nie Martwego) i zrzuca dowolny kamień z posiadanych w tym momencie 14, tak aby mieć zawsze 13 (nie licząc dodatkowych kamieni dobranych za posiadane Kongi, Kwiaty lub Pory Roku). Gracz biorący zrzutkę do Konga musi posiadać Zakrytego Punga i wyłożyć go na stole. Jeżeli ma Odkrytego Punga (na stole), może skompletować Konga jedynie z Muru, a nie ze zrzutki.
Kiedy gracz uzbiera takie zestawy kamieni, że brakuje mu tylko jednego do zrobienia Madżonga, musi ogłosić, że „Poluje”. Taka deklaracja służy jako ostrzeżenie dla pozostałych graczy, którzy muszą uważać, jakie kamienie zrzucają, aby nie dać wygrać Polującemu. Gracz, który „Poluje”, może wziąć zrzutkę dla uzupełnienia jakiegokolwiek układu dającego mu Madżonga, a więc również pary. W takim przypadku może się zdarzyć, że dwóch graczy będzie potrzebowało tego samego kamienia. Przypada on temu, który jest bliższy gracza zrzucającego w kierunku gry. Może się też zdarzyć, że w trakcie gry (nie do zrobienia Madżonga) jeden z graczy potrzebuje zrzutkę do skompletowania Punga, a inny – Czou. Pierwszeństwo przypada Pungowi.

#### Rabowanie Konga
Jeżeli jeden z graczy poluje, a inny ma przed sobą Odkrytego Punga z kamieni, których potrzebuje Polujący, a następnie bierze z Muru czwarty taki sam kamień uzyskując Konga, Polujący może zabrać ten kamień „Rabując Konga”. Daje mu to podwojenie punktacji, ale z drugiej strony jedyna kombinacja, jakiej może służyć ten kamień to Czou, za którego nie ma punktów. Pozwala jednak zrobić Madżonga, jeśli nie ma innego wyjścia.

#### Gulasz
Kiedy żaden z graczy nie zdoła zrobić Madżonga, a cały Mur, nie licząc Przedziału Kongów, zostanie rozebrany, gra kończy się niczym i następuje Gulasz. Cztery kamienie „Dwa Bambusy” stają się „Dzikie” i mogą zastępować każdy inny kamień podobnie jak dżokery w kartach. Czasami i w mahjongu spotyka się specjalne kamienie – dżokery. Wtedy „Dwa Bambusy” pozostają sobą, po prostu dodaje się do kamieni cztery dżokery. Po zbudowaniu Muru i rozdaniu kamieni, jak w zwykłej grze, każdy gracz wybiera trzy ze swoich kamieni do wymiany i układa je przed sobą koszulkami do góry. Każdy wymienia kamienie trzy razy: z graczem naprzeciw, po prawej i po lewej. Rozpoczyna Wiatr Wschodni, wymieniając z Zachodnim, potem Południowym i wreszcie Północnym. Po zakończeniu wymian, Wiatr Wschodni dokonuje pierwszej zrzutki i gra toczy się normalnie, z tym jednym wyjątkiem, że nie są dozwolone Czou, chyba że stanowią część układu specjalnego (zob. dalej).

#### Martwe Kamienie
Zrzutki, które nie zostały natychmiast zabrane przez innych graczy dla utworzenia Punga, Konga lub Czou (zanim kolejny gracz wziął kamień z Muru), zwane są Martwymi Kamieniami i nie biorą już udziału w grze.

#### Kamienie Małe, Wielkie i Honory
Kamienie z numerami od 2 do 8 określane są jako Małe, pozostałe – jako Wielkie. Wiatry i Smoki są dodatkowo nazywane Honorami, ponieważ mogą powodować podwajanie punktacji w przeciwieństwie do Jedynek i Dziewiątek, które są również Kamieniami Wielkimi.

#### Bukiety
Jeżeli gracz weźmie z Muru jeden z Kwiatów lub Pór Roku, kładzie go przed sobą na stole i bierze dodatkowy Luźny Kamień z Martwego Muru. Posiadanie własnego Kwiatu lub Pory Roku (tzn. odpowiedniego do Wiatru, którym jest dany gracz w aktualnej grze) podwaja punktację. Posiadanie pełnego zestawu czterech Kwiatów lub Pór Roku powoduje dwukrotne podwojenie liczby punktów. Przykładowo, jeżeli gracz ma cztery Pory Roku i własny Kwiat, podwaja swoje punkty trzykrotnie.

#### Wieczne Polowanie
Czasem może się zdarzyć, że już po pierwszej zrzutce jeden z graczy stwierdzi, że „Poluje”, czyli że brak mu jednego kamienia do Madżonga. Jeżeli nie zmieni swojego układu do chwili otrzymania potrzebnego kamienia ze zrzutki lub z Muru i w ten sposób zrobi Madżonga, przysługuje mu dodatkowe podwojenie punktów.

#### Zrobienie Madżonga
Z wyjątkiem Specjalnych Układów (zob. dalej), aby zrobić Madżonga gracz musi posiadać co najmniej 14 kamieni (ostatni wzięty z Muru lub ze zrzutki) w czterech Pungach lub Kongach (ewentualnie z jednym Czou) i obowiązkowo jedną parę identycznych kamieni. Kwiaty i Pory Roku nie są tu brane pod uwagę, liczą się jedynie do punktacji. Poszczególne zestawy nie muszą być z tego samego koloru, choć wytrawni gracze oburzają się na takie „brudne” Madżongi, jak również na Madżongi zawierające Czou. Jednak kiedy otrzyma się bardzo złe kamienie z rozdania, jest to czasem jedyna możliwość uniknięcia straty dużej liczby punktów. Zawsze należy pamiętać o zgłoszeniu „Polowania”. Jeżeli gracz o tym zapomni i zgłasza od razu Madżonga, musi dokonać normalnej zrzutki i czekać na następny kamień do uzupełnienia Madżonga, którego może już nie zdobyć.

### Punktacja
Kiedy jeden z graczy zgłosi Madżonga, wszyscy wykładają swoje kamienie i następuje podliczenie punktów. Najpierw zlicza się punkty podstawowe, a następnie podwojenia.

#### Punkty podstawowe
1. Dla wszystkich graczy:
- Odkryty Pung z Małych Kamieni (2 do 8) — 2 pkt.
- Zakryty Pung z Małych Kamieni — 4 pkt.
- Odkryty Pung z Wielkich Kamieni (1, 9, Wiatry Smoki) — 4 pkt.
- Zakryty Pung z Wielkich Kamieni — 8 pkt.
- Odkryty Kong z Małych Kamieni — 8 pkt.
- Zakryty Kong z Małych Kamieni — 16 pkt.
- Odkryty Kong z Wielkich Kamieni — 16 pkt.
- Zakryty Kong z Wielkich Kamieni — 32 pkt.
- Czou — bez punktów
- Para własnego Wiatru — 2 pkt.
- Para Wiatru Partii — 2 pkt.
- Para któregoś ze Smoków — 2 pkt.
- Każdy Kwiat i Pora Roku — po 4 pkt.

2. Dla gracza, który zrobił Madżonga:
- Za zrobienie Madżonga — 20 pkt.
- Za wzięcie ostatniego kamienia z Muru — 2 pkt.
- Za zrobienie Madżonga jedynym możliwym kamieniem — 2 pkt.

#### Podwojenia
1. Dla wszystkich graczy:
- Pung lub Kong własnego Wiatru — 1 podwojenie
- Pung lub Kong Wiatru Partii — 1 podwojenie
- Pung lub Kong któregoś Smoka — 1 podwojenie
- Własny Kwiat — 1 podwojenie
- Własna Pora Roku — 1 podwojenie
- Pełny zestaw Kwiatów — 2 podwojenia
- Pełny zestaw Pór Roku — 2 podwojenia

2. Dla gracza, który zrobił Madżonga:
- Wieczne Polowanie — 1 podwojenie
- Brak Czou — 1 podwojenie
- Całkowicie zakryty Madżong (z wyjątkiem Układów Specjalnych) — 1 podwojenie
- Tylko jeden kolor
- Tylko Jedynki i Dziewiątki z Wiatrami lub Smokami — 1 podwojenie
- Zrobienie Madżonga „Luźnym Kamieniem” — 1 podwojenie
- Zrobienie Madżonga ostatnim kamieniem z Muru — 1 podwojenie
- Zrobienie Madżonga ostatnią zrzutką — 1 podwojenie
- Zrobienie Madżonga Rabując Konga — 1 podwojenie

Jak widać, teoretycznie możliwe jest uzyskiwanie niezwykle wysokich punktacji (pewien gracz miał ponoć układ dający 752 064 pkt.), ale w praktyce ustala się zwykle „limit”, ponad który punkty już się nie liczą. W rozgrywkach turniejowych jest to 1000 punktów (dla Wiatru Wschodniego 2000). Punkty za Układy Specjalne oblicza się w odmienny sposób, właśnie w oparciu o ustalony limit (zob. dalej).

#### Rozliczenie
Wszyscy gracze, bez względu na ich punkty, płacą temu, który zrobił Madżonga taką liczbę punktów, jaką ten uzyskał. (Wiatr Wschodni zawsze płaci i otrzymuje podwójnie). Pozostali gracze płacą sobie różnicę uzyskanych przez siebie punktów. Dla przykładu, jeżeli Wiatr Południowy zrobił Madżonga i uzyskał 80 pkt., Zachodni ma 60, Północny 40, a Wschodni 20, to Południowy dostaje od Zachodniego i Północnego po 80 pkt. a od Wschodniego 160 pkt. Północny płaci Zachodniemu 20 pkt., Wschodni płaci Zachodniemu 80 pkt. (podwójna różnica) i Północnemu 40 pkt. (również podwójna różnica).

### Układy Specjalne
Niektóre podręczniki podają dosłownie setki specjalnych układów Madżonga o nieraz bardzo wymyślnych nazwach, jednakże są one w większości wymysłem graczy amerykańskich z lat 20. ubiegłego wieku. Poniższe 19 układów uznawanych jest przez Brytyjskie Stowarzyszenie Madżonga dla rozgrywek turniejowych i należy przyjąć je za jedynie oryginalne (tzn. będące w użyciu w Chinach przed 1920). Punktacja dotyczy również przypadków, kiedy gracz nie ma pełnego układu, ale zgłosił „Polowanie” zanim inny gracz zgłosił Madżonga.
- Czystość – Pungi lub Kongi i para w jednym kolorze, bez Wiatrów, Smoków ani Czou. Trzykrotne podwojenie (Polowanie: dwukrotne podwojenie).
- Pary Honorów – Siedem par Jedynek, Dziewiątek, Wiatrów lub Smoków. Połowa limitu (Polowanie: jedna piąta limitu).
- Przeplatanka – Siedem par o tych samych numerach, ale w dwóch kolorach (np. 2 Kółka i 2 Bambusy, 4 Kółka i 4 Bambusy) bez Wiatrów i Smoków. Połowa limitu (Polowanie: jedna piąta limitu).
- Potrójna przeplatanka – Cztery zestawy trzech kamieni o tych samych numerach, ale z trzech różnych kolorów i para z dwóch kolorów, bez Wiatrów i Smoków. Połowa limitu (Polowanie: jedna piąta limitu).
- Zakopany Skarb – Zakryte Pungi w jednym kolorze, ewentualnie z Wiatrami lub Smokami i para. Limit (Polowanie: dwie piąte limitu).
- Poczwórny Dostatek – Cztery Kongi i para. Limit (Polowanie: dwie piąte limitu).
- Wijący się Wąż – Para Jedynek i sekwens od 2 do 9 w jednym kolorze, po jednym z każdego Wiatru. Limit (Polowanie: dwie piąte limitu).
- Bramy Niebios – Zakryty Pung Jedynek, Zakryty Pung Dziewiątek, sekwens od 2 do 8 z jedną parą, wszystko w jednym kolorze. Limit (Polowanie: dwie piąte limitu).
- Głowy i Ogony – Pungi lub Kongi Jedynek i Dziewiątek. Limit (Polowanie: dwie piąte limitu).
- Wiatry i Smoki – Pungi lub Kongi tylko Wiatrów i Smoków. Limit (Polowanie: dwie piąte limitu lub wartość punktowa).
- Trzech Wielkich Mędrców – Pungi lub Kongi wszystkich trzech Smoków, jeden dowolny Pung lub Kong i para. Limit (Polowanie: dwie piąte limitu lub wartość punktowa).
- Cztery Błogosławieństwa Unoszące się nad Progiem – Pungi lub Kongi każdego z czterech Wiatrów i jakakolwiek para. Limit (Polowanie: dwie piąte limitu lub wartość punktowa).
- Cesarski Nefryt – Pungi lub Kongi i para zielonych kamieni. Zielone kamienie to 2, 3, 4, 6 i 8 Bambusów oraz Zielone Smoki. Limit (Polowanie: dwie piąte limitu).
- Trzynaście Unikalnych Cudów – Jeden z każdego Smoka, każdego Wiatru, każdej Jedynki i każdej Dziewiątki. Jeden z tych kamieni w parze. Limit (Polowanie: dwie piąte limitu).
- Błogosławieństwo Niebios – Jeżeli pierwsze czternaście kamieni Wiatru Wschodniego dają mu Madżonga. Limit (Polowanie: nie ma zastosowania).
- Błogosławieństwo Ziemi – Jeżeli Wiatr Południowy, Zachodni lub Północny może zrobić Madżonga pierwszą zrzutką Wiatru Wschodniego. Limit (Polowanie: nie ma zastosowania).
- Dwukrotne Szczęście – Jeżeli gracz skompletuje Konga, weźmie Luźny Kamień, którym skompletuje drugiego Konga, następnie weźmie drugi Luźny Kamień, którym zrobi Madżonga. Limit (Polowanie: nie ma zastosowania).
- Zebranie Kwiatu Śliwy z Dachu – Jeżeli gracz poluje na Pięć Kółek (Kwiat Śliwy), bierze Luźny Kamień uzupełniający za Konga, Kwiat lub Porę Roku, i jest to właśnie Pięć Kółek robiące Madżonga. Limit (Polowanie: nie ma zastosowania).
- Wyłowienie Księżyca z Dna Morza – Jeżeli gracz poluje na Jedynkę Kółek (Księżyc), bierze ostatni kamień z Muru, jaki mu przypadnie i jest to właśnie Jedno Kółko robiące Madżonga. Limit (Polowanie: nie ma zastosowania).

### Kary za błędy w grze

#### Zła liczba kamieni
Jeżeli w trakcie gry okaże się, że jeden z graczy ma za mało kamieni w ręku, nie wolno mu dobierać i nie wolno mu zrobić Madżonga (co właściwie jest w tym wypadku niemożliwe). Nie wolno mu też brać zrzutek, ale może podliczyć swoje punkty, jeżeli inny gracz zrobi Madżonga.
Jeżeli któryś z graczy będzie miał za dużo kamieni, również nie może skorygować tego błędu, nie może zrobić Madżonga, ani też nie może podliczyć swoich punktów (otrzymuje zero punktów).

#### Błędne podanie nazwy zrzutki
Kiedy jeden z graczy błędnie nazwie zrzucany przez siebie kamień, a inny gracz będzie chciał zabrać zrzutkę do uzupełnienia, Punga, Konga lub Czou, musi zapłacić wprowadzonemu w błąd graczowi (lub graczom, jeżeli dwóch będzie jednocześnie potrzebowało ten sam kamień) 50 punktów.
Jeżeli zrzutka potrzebna byłaby któremuś z graczy do zrobienia Madżonga, gra zostaje natychmiast przerwana i podlicza się punkty. Ten, który się pomylił musi zapłacić robiącemu Madżonga całą uzyskaną przez niego liczbę punktów, a także długi pozostałych graczy wobec zwycięzcy. Pozostali gracze między sobą się nie rozliczają.

#### Błędne zgłoszenie Madżonga
Kiedy gracz zgłasza Madżonga, a potem okazuje się, że go nie ma, gra może toczyć się dalej, jeżeli nikt inny nie odsłonił jeszcze swoich kamieni.
W przypadku, gdy którykolwiek z pozostałych graczy wyłożył choć część kamieni z ręki aby podliczyć punkty, gra zostaje przerwana, a ten, kto dokonał błędnego zgłoszenia płaci pozostałym trzem graczom liczby punktów równe połowie limitu.

#### Mylne zabranie zrzutki
Gracz, który błędnie zabrał zrzutkę dla uzupełnienia Punga, Konga lub Czou, musi naprawić swój błąd zanim następny gracz weźmie kamień z Muru. Jeżeli tego nie zrobi, to wykłada taki błędny zestaw przed sobą i może kontynuować grę, ale nie może zrobić Madżonga. Nie liczą się też punkty, które gracz otrzymałby za ten zestaw.

#### Strzał z Armaty
Jest to najpoważniejsze przestępstwo w grze, polegające na „sprezentowaniu” Madżonga graczowi, który ogłosił, że „Poluje”, a z wyłożonych przed nim zestawów wynika w sposób oczywisty, na jaki konkretny kamień czeka.
Jeżeli któryś z graczy „strzeli z armaty”, zrzucając ten właśnie kamień, za karę musi zapłacić zwycięzcy należności obu pozostałych graczy, jak również swój dług. Pozostali między sobą się już nie rozliczają.
Szczególnie trzeba uważać w następujących sytuacjach:
- Kiedy przed graczem Polującym wyłożonych jest dziewięć kamieni jednego koloru, nie wolno robić zrzutki w tym samym kolorze.
- Kiedy wyłożone są trzy Pungi Wiatrów, nikt nie może zrzucić czwartego Wiatru (mogłoby to dać Polującemu „Cztery Błogosławieństwa Unoszące się nad Progiem”).
- Kiedy wyłożone są dwa Pungi Smoków, nie wolno zrzucać trzeciego Smoka (Polujący może zbierać „Trzech Wielkich Mędrców”).
- Kiedy trzy Pungi Jedynek lub Dziewiątek wyłożone są przed Polującym, nie można zrzucać żadnej z pozostałych Jedynek lub Dziewiątek. („Głowy i Ogony”).
- Kiedy trzy Pungi Zielonych Bambusów lub Zielonych Smoków leżą przed Polującym, nie wolno zrzucić żadnego innego zielonego kamienia. („Cesarski Nefryt”).

### Taktyka gry
Z pozoru Madżong może wydawać się grą w znacznej mierze opartą na przypadku. Jeżeli jednak obserwować będziemy wytrawnego gracza, zauważymy z jaką regularnością wygrywa. Madżong jest grą losową, ale umiejętności logicznego myślenia i zdolność przewidywania odgrywają znacznie większą rolę. Gracz musi umieć obserwować kamienie wykładane i zrzucane przez pozostałych, rozpoznawać potencjalne możliwości układów wynikających z kamieni otrzymywanych z rozdania, a nade wszystko musi być przygotowany na zmiany planów w trakcie gry.
Przykładowo, jeżeli jeden z graczy zbiera układ „Bramy Niebios” w Kółkach, a inny gracz wyłoży Punga z Dziewięciu Kółek, układ ten okazuje się nieosiągalny i trzeba natychmiast zmienić taktykę i nastawić się na inny układ. Zależy oczywiście kiedy to nastąpi. Na początku gry będzie można zdecydować się jeszcze na „Wijącego się Węża”, „Czystość”, „Zakopany Skarb” lub zwykły układ.
Później szanse na zdobycie czterech Wiatrów z Muru do zrobienia „Wijącego się Węża” znacznie zmaleją, choć nadal można mieć nadzieję na „Czystość”. Pod koniec gry jedynym wyjściem z sytuacji jest często przejście do defensywy i niedopuszczenie, aby inny gracz zrobił Madżonga.
Ważne jest też śledzenie zrzutek i obserwowanie Martwych Kamieni, z których można wywnioskować, na jakie układy są jeszcze szanse. Jeżeli dostanie się fatalne kamienie przy rozdaniu, najlepiej grać ostrożnie, zbierając zwykły układ i koncentrując się na układach dających podwojenie punktacji. W przypadku, kiedy nie ma nadziei nawet na zwykłego Madżonga, należy nastawić się na niedopuszczenie pozostałych graczy do zrobienia Madżonga, zrzucając swoje Honory na początku gry, kiedy tamci nie mają jeszcze par i nie mogą zabierać zrzutek.
Z drugiej strony, przy dobrych kamieniach z rozdania, trzeba umieć od razu rozpoznać potencjalne układy specjalne, na które można liczyć. Zasadniczo trzeba mieć osiem lub więcej kamieni składowych danego układu na początek. Nie można jednak grać zbyt ostrożnie – trzeba mierzyć wysoko i starać się skończyć możliwie szybko, biorąc każdą możliwą zrzutkę.
Jeżeli po rozdaniu nie ma się przewagi któregoś koloru, można nastawić się na „Przeplatankę” lub „Potrójną Przeplatankę”. W taktyce ważna jest też szybkość gry – należy sprawiać wrażenie, że się wie co się robi, aby wyprowadzać pozostałych graczy z równowagi. Trzeba starać się pamiętać, jakie kamienie zostały zrzucone, a nie wodzić nosem nad Martwymi Kamieniami, aby przeciwnicy nie domyślili się, że jesteśmy w trudnej sytuacji.
Nie zaleca się gry z tzw. „Otwartym Dachem” czyli bez określenia limitu punktów możliwych do zdobycia w jednym rozdaniu. Kiedy jeden z graczy uzyska bardzo wysoką wygraną, dalsza gra może po prostu stać się nudna, bo nikt nie będzie mógł go pokonać.

#### Etykieta
Nie ma tu żadnych ścisłych reguł, ale pewne „smaczki” są zachowywane. Dotyczy to przede wszystkim czynności wstępnych związanych z losowaniem miejsc, budową Muru i rozdawaniem. Przestrzega się również sposobu wykładania Pungów i Kongów: Odkryty Kong ma trzy kamienie położone normalnie, a jeden ze skrajnych odwrócony koszulką do góry. Zakryty Pung, wykładany na końcu gry do podliczenia punktów, ma środkowy kamień koszulką do góry. Zakryty Kong ma oba skrajne kamienie koszulkami do góry. Namiętni gracze w madżonga przywiązują dużo wagi do atmosfery w czasie gry, zaopatrując się w chińskie lampiony, kadzidła, zieloną herbatę itd. 

### Madżong dla dwóch, trzech i pięciu graczy
Madżong jest właściwie grą dla czterech graczy. Jednakże, poza rozgrywkami turniejowymi, inna liczba osób również może pograć.

#### Dwóch graczy
Wariant gry przeznaczony raczej dla początkujących, aby zapoznali się z regułami. Podobnie losuje się, kto będzie Wiatrem Wschodnim (drugi jest Zachodnim), buduje się Mur i rozdaje. W rozgrywce nie są dozwolone Czou, a do zgłoszenia Madżonga gracz musi posiadać cztery układy dające podwojenie punktacji lub układ na połowę limitu.
Obliczanie punktów odbywa się tak samo, z dwoma wyjątkami: Wiatr Wschodni nie płaci ani nie dostaje podwójnie oraz kiedy zgłaszający Madżonga ma mniej punktów niż jego przeciwnik, po otrzymaniu całej swojej liczby punktów, musi zapłacić przeciwnikowi różnicę między swoimi i jego punktami.

#### Trzech graczy
Miejsca losuje się za pomocą trzech kamieni Wiatrów (Wschodniego i dwóch innych), po czym gra toczy się normalnie. Nie są dozwolone Czou. Zawsze któryś z graczy musi być Wiatrem Wschodnim (tzn. „dziadek” nigdy nie może nim być).

#### Pięciu graczy
Miejsca losuje się czterema kamieniami Wiatrów i Białym Smokiem. Gracz, który wyciągnie Białego Smoka, odpoczywa w pierwszym rozdaniu. Kiedy ktoś zrobi Madżonga, następuje rozliczenie Punktów i gracz, który był Wiatrem Wschodnim odpoczywa przez następną grę, a czekający (Biały Smok) wchodzi na jego miejsce, stając się Wiatrem Północnym (Wiatry się przesuwają, jak w normalnej grze).
Wyjątkiem jest sytuacja, kiedy Wiatr Wschodni zrobi Madżonga. Wtedy Biały Smok czeka jeszcze jedną kolejkę. Po każdej grze aktualny Wiatr Wschodni zamienia się z oczekującym. Punktacja każdego z pięciu graczy prowadzona jest osobno.

### Rozgrywki turniejowe
W turniejach madżonga stosuje się następujące zmiany w przepisach, opracowane przez Brytyjskie Stowarzyszenie Madżonga.
- Nie używa się Kwiatów i Pór Roku.
- Nie ma Gulaszu; jeżeli nikt nie zrobi Madżonga, następuje ponowne rozdanie, a Wiatr Wschodni się nie przesuwa.
- Limit punktów możliwych do wygrania w jednym rozdaniu wynosi 1000 (dla Wiatru Wschodniego 2000).
- Nikt nie może zrobić Madżonga trzy razy z rzędu tym samym układem specjalnym.
- Gra się wyłącznie z udziałem czterech zawodników.

## Filozofia madżonga i wróżenie
Poniżej podane są jedynie ogólne znaczenia poszczególnych kamieni, ich tradycyjne nazwy i przypisani im „Strażnicy” (Kwiaty i Pory Roku), zmieniający znaczenie podstawowe. Pominięte zostały znacznie bardziej skomplikowane zasady wróżenia i elementy starożytnej filozofii przyrody zamknięte w pudełku z kamieniami madżonga, a także znaczenia specjalnych zestawień kamieni, czy też ich ustawień w różnych miejscach układu. Podano tu jedynie Małą metodę wróżenia, gdyż metoda Wielka jest bardzo skomplikowana.
Rozpoczynamy od Mycia Kamieni, jak przed rozdaniem w grze, przesuwając je wkoło w kierunku przeciwnym do wskazówek zegara. Następnie rozsuwamy kamienie na boki, tak by utworzyć wolną przestrzeń wewnątrz koła. Wybieramy przypadkowo trzynaście kamieni (koszulkami do góry) i mieszamy je ponownie na wolnym polu środkowym. Wreszcie ustawiamy trzy kamienie dalej od nas, trzy przed sobą, po lewej i po prawej stronie, pozostawiając jeden kamień w środku. Jest to pięć kierunków świata w filozofii chińskiej. (Bliżej wróżącego jest Wschód, dalej Zachód, po prawej – Południe i po lewej Północ.)
Jako pierwszy odkrywamy kamień środkowy (Czung), następnie lewy kamień na Wschodzie i prawy kamień na Północy. Jeżeli w tych pozycjach znajdują się odpowiednio kamienie Środka, Początku i Końca (w grze określane jako Czerwony, Zielony i Biały Smok)), są to Trzy Wielkie Błogosławieństwa. Następnie odkrywamy pozostałe kamienie i przystępujemy do interpretacji zgodnie z poniższymi znaczeniami. Jeżeli któryś z kamieni to Kwiat lub Pora Roku, dobieramy dodatkowy kamień z zewnętrznego koła, a „Strażnika” stawiamy nad nim. Jeżeli jest to własny strażnik, kamień ten przyjmuje nowe znaczenie według poniższych wskazówek.

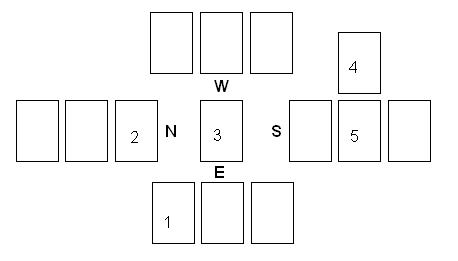
Układ kamieni do wróżenia. 1 – pierwszy kamień, 2 – ostatni kamień, 3 – kamień Czung, 4 – Strażnik, 5 – zamiennik Strażnika

Kamienie na Wschodzie odnoszą się do obecnego okresu i bezpośredniego otoczenia. Kamienie na Południu i Północy opisują bezpośrednią przyszłość, a prawy kamień na Północy przedstawia końcowy rezultat danej sprawy. Południe określa też aspekty pozytywne (Yang), a Północ – negatywne (Yin). Kamienie na Zachodzie to sprawy odległe lub przeciwne, które jednak będą miały wpływ na wynik sprawy. Wreszcie kamień Środkowy reprezentuje daną osobę.

### Znaczenie kamieni
W nawiasie podano nazwy chińskie w transkrypcji pinyin, a następnie wymowę IPA (w drugim wypadku pominięto tony).
- Kwiat Śliwy — Rybak (Lǐ; [li]): Młodzieńczy optymizm, przyjaźń.
- Orchidea — Drwal (Lán; [lan]): miłość, piękno, elegancja, urok, radość.
- Chryzantema — Rolnik (Jǘ, [ʨy]): przyjaciele, szlachetność, spoczynek.
- Kwiat Bambusa — Uczony (Zhú; [tʂu]): cnota, stałość, przyjaźń w nieszczęściu.
- Wiosna (Yú; [ju]): zachwyt, przyjemność, lubieżność, aktywność.
- Lato (Qiáo; [ʨʰau]): działanie, lenistwo, próżność.
- Jesień (Gēng; [kəŋ]): skłonność, konsolidacja, pobożność, dojrzałość.
- Zima (Dú; [tu]): gromadzenie, uzupełnianie, kończenie.
- Początek (w grze Zielony Smok) (Fā; [fa]): inauguracja, pojawienie się.
Strażnik:Każdy Kwiat — Strzała.
- Środek (w grze Czerwony Smok) (Zhōng; [tʂuŋ]): cel, chwytanie, otrzymywanie.
S.: Każda Pora Roku — Złoto.
- Koniec (w grze Biały Smok) (Bái; [pai]): czystość, samotność, brak, prawda, strata.
Przejmuje znaczenie każdego strażnika.
- Wschód (Dōng; [tuŋ]): samoopanowanie, dom rodzinny.
S.: Śliwa, Wiosna — Świt.
- Południe (Nán; [nan]): wzrost, postęp, rozwój.
S.: Orchidea, Lato — Słońce.
- Zachód (Xī; [ɕi]): obiektywność, poddanie, rozdzielenie.
S.: Chryzantema, Jesień — Goście.
- Północ (Běi; [pei]): wytrzymałość, rzetelność, odległość, przeciwność.
S.: Bambus, Zima — Rozdzielenie.

#### Bambusy
- 1 — Paw (Kǒng; [kuŋ]): piękno, godność, wysoka ranga, pewność siebie.
S.: Śliwa — Narzeczona.
- 2 — Kaczka (Yā; [ja]): wierność, oddanie, uczucie, małżeństwo.
S.: Wiosna — Młodzieniec.
- 3 — Ropucha (Mĭn, [min]): zawód, przesadna ambicja, frustracja.
S.: Bambus — Księżyc.
- 4 — Karp (Lĭ, [li]): dostatek, długowieczność, zdecydowanie.
S.: Orchidea — Dwoje Kochanków.
- 5 — Lotos (Lián, [lian]): jasność, wizja, kontemplacja, decyzja.
S.: Lato — Dziecko.
- 6 — Woda (Shuĭ; [ʂuei]): wdzięczność, trwanie, mądrość, płodność.
S.: Bambus — Księga.
- 7 — Żółw (Guī; [kuei]): myśl, dziewictwo, intuicja, wszechobecność.
S.: Zima — Stary człowiek.
- 8 — Grzyby (Jǜn; [ʨyn]): cnota, nieśmiertelność, ekscentryczność.
S.: Jesień — Łódź.
- 9 – Wierzba (Liǔ; [liəu]): powściągliwość, skromność, umiarkowanie.
S.: Bambus — Rzeka.

#### Kółka
- 1 — Perła (Zhū; [tʂu]) lub Księżyc (Yüe; [jyə]): wyrafinowanie, finezja, honor, wierność.
S.: Orchidea — Protekcja.
- 2 — Sosna (Sōng; [suŋ]): odnowa sił, odmłodzenie, integracja, przywiązanie.
S.: Zima — Drzewo Życia lub Stara Kobieta.
- 3 — Feniks (Fèng; [fəŋ]): radość, szczęście, splendor, okazałość
S.: Lato — Słońce.
- 4 — Nefryt (Yǜ; [jy]): królowanie, wartość, opór.
S.: Bambus — Dzwon.
- 5 — Smok (Lóng; [luŋ]): pochlebstwo, przebiegłość, niejasność, zło.
S.: Wiosna — Powóz.
- 6 — Brzoskwinia (Táo; [tʰau]): piękno, luksus, rozpusta, małżeństwo.
S.: Lato — Wachlarz.
- 7 — Owad (Chóng; [tʂʰuŋ]): umiejętność, technika, przedsiębiorczość.
S.: Chryzantema — Dwuznaczność, Kłamstwo.
- 8 — Tygrys (Hǔ; [xu]): odwaga, dzielność, męskość, okrucieństwo.
S.: Jesień — Most.
- 9 – Jednorożec (Qí; [ʨʰi]): ostrość, bystrość, zadziwienie.
S.: Śliwa — Studnia.

#### Znaki
- 1 — Wejście (Rù; [ʐu]): jedność, początek, źródło wszystkiego, inspiracja.
S.: Śliwa — Łuk.
- 2 — Obosieczny Miecz (Jiàn; [ʨian]): dwoistość, bliźnięta, para, równowaga.
S.: Wiosna — Żołnierze.
- 3 — Ziemia (Dì; [ti]): ziemia, terytorium, miejscowość, motywy.
S.: Chryzantema — Wąż.
- 4 — Lutnia (Qín; [ʨʰin]): własnność, przyjemność, kulturalne rozrywki, przyjaciele.
S.: Jesień — Wino.
- 5 — Dom (Fáng; [faŋ]): oczekiwanie, stałość, poleganie, pewność
S.: Jesień — Kamień.
- 6 — Ogień (Huǒ; [xuə]): działanie, przewodzenie, energia.
S.: Chryzantema — Obrzędowy Kocioł (Ting).
- 7 — Siedem Gwiazd (Dòu; [təu]): rząd, sąd, prawo, zarządzenia.
S.: Orchidea — Pionek Szachowy, Gwiazda Polarna.
- 8 — Węzeł (Jié; [ʨiɛ]): wiązanie, rozwijanie, cementowanie, rozwiązywanie.
S.: Zima — Jedwabny Sznur.
- 9 – Niebo (Tiān; [tʰian]): honor, wypełnienie, duchowość, najwyższa radość
S.: Wiosna — Odrodzenie.